# Rivière Cook (Nouvelle-Zélande)
Pour les articles homonymes, voir Cook et Rivière Cook.
La rivière Cook / Weheka est un cours d'eau de Nouvelle-Zélande situé sur l'île du Sud.

## Géographie
Sa source provient du glacier La Perouse situé sur le flanc ouest des Alpes du Sud, et elle s’écoule vers le nord-est puis vers l’ouest et enfin vers le nord-ouest pour se jeter dans la mer de Tasman.
Ses affluents comprennent la rivière Balfour, alimentée par le glacier Balfour, et la rivière Fox, alimentée par le glacier Fox. La plus grande partie de son parcours siège dans le parc national de Westland Tai Poutini.

## Dénomination
Le nom donné à la rivière Cook, en fait : « Cook River / Weheka » provient de la décision du Ngai Tahu Claims Settlement Act 1998.

## Faune
Les truites brunes peuvent être pêchées facilement dans le cours de la rivière,.

## Infrastructures
Le pont routier suspendu en acier sur la route de Haast, à la position 43° 29' 56.51" S, 169° 57' 58.43" E, près du pont sur la rivière Fox, date de 1939 et a une portée de 81 m
Par contre, l'accès à pied le long de la rivière est difficile au-dessus de la jonction avec la rivière Balfour. Il n’y a aucune zone d’atterrissage satisfaisante pour les hélicoptères dans la vallée mais on y trouve des chamois, des tahrs et un petit nombre de cerfs élaphes qui sont accessibles pour la chasse et attirent les chasseurs de chamois.